# Trachythorax unicolor
Trachythorax unicolor är en insektsart som beskrevs av Ludwig Redtenbacher 1908. Trachythorax unicolor ingår i släktet Trachythorax och familjen Diapheromeridae. Inga underarter finns listade i Catalogue of Life.